# آسمان محبوب
آسمان محبوب فیلمی ایرانی به کارگردانی داریوش مهرجویی و نویسندگی وحیده محمدی‌فر و مهرجویی است. مدیر فیلم‌برداری این فیلم که به شیوه سینمایی دیجیتال ضبط شده‌است، محمد مشهدی و تدوین گر آن حسن حسندوست می‌باشند.

## بازیگران
نقش‌های اصلی این فیلم را علی مصفا، لیلا حاتمی، فریده سپاه‌منصور و مانی حقیقی ایفا کرده‌اند و دیگر بازیگران فیلم، همایون ارشادی قربان نجفی، سید امیر سیدی، محمد باقر صفانور، مبینا کریمی و حسین مشتاقی می‌باشند.

## خلاصه داستان
آسمان محبوب داستان زندگی دکتر جوانی به نام شایان است که در اوج موفقیت کاری و اجتماعی‌اش درمی‌یابد مبتلا به تومور مغزی شده‌است. او تصمیم به خودکشی می‌گیرد اما در آخرین لحظه اتفاقی رخ می‌دهد که باعث می‌شود سر از روستایی دورافتاده درآورد و ...

## جوایز
- برنده سیمرغ بلورین بهترین کارگردانی (مهرجویی) در بخش مسابقه بین‌الملل بیست و نهمین جشنواره بین‌المللی فیلم فجر[۲]
- نامزد دریافت جوایز بهترین فیلم، بهترین کارگردانی، بهترین فیلمنامه (محمدی‌فر و مهرجویی)، بهترین فیلمبرداری (مجیدی)، بهترین تدوین (حسندوست)، بهترین صداگذاری (محمدرضا دلپاک)، بهترین بازیگر نقش دوم زن (سپاه‌منصور) و بهترین جلوه‌های ویژه رایانه‌ای (هادی اسلامی، امیر سحرخیز، فرخ مجیدی) در بخش مسابقه ایران بیست و نهمین جشنواره بین‌المللی فیلم فجر[۳][۴]
- برنده دیپلم افتخار بهترین بازیگر مرد (علی مصفا) در بخش مسابقه ایران بیست و نهمین جشنواره بین‌المللی فیلم فجر[۲]
- نامزد دریافت جایزه بهترین تدوین در نوزدهمین جشن خانه سینما[۳][۵]

## حاشیه‌ها
- اگرچه این فیلم نامزد جوایز بسیاری در بیست و نهمین دوره جشنواره فیلم فجر بود و داریوش مهرجویی سیمرغ بلورین بهترین کارگردانی را در بخش سینمای بین‌الملل دریافت کرد، اما فیلم چندان مورد توجه منتقدان قرار نگرفت. این فیلم هنوز به نمایش عمومی درنیامده‌است.[۶] این فیلم در پاییز سال ۱۳۹۴ وارد شبکه نمایش خانگی شد.
- این فیلم دومین همکاری مهرجویی با مرکز سیمافیلم بعد از فیلم «مهمان مامان» است.
- اغلب وقایع این فیلم در [ابیانه] می‌گذرد.
- تصویربرداری فیلم به طریقهٔ ویدئویی انجام شد و پس از اتمام کار به نسخه ۳۵ میلیمتری تبدیل شد.[۷] در جشنواره فیلم فجر، ابتدا فیلم در بخش آثار ویدئویی قرار گرفت که با اعتراض مهرجویی مواجه شد.[۸]
- پیش از شروع فیلمبرداری، پای داریوش مهرجویی شکست و او با پای شکسته فیلم را کارگردانی کرد.[۹]
- مهرجویی در جلسه نمایش فیلم و در نشست نقد و بررسی حضور نداشت.[۱۰] او در اختتامیه جشنواره نیز حاضر نشد و جایزه او را تهیه‌کننده فیلم دریافت کرد.[۱۱]